# Musée de la Préhistoire finistérienne
Le musée de la Préhistoire finistérienne est un musée de préhistoire et d'archéologie situé à Pors Carn, sur le territoire de la commune de Penmarch, dans le Finistère. Il présente des collections d'objets trouvés dans le Finistère et plus largement en Bretagne.

## Historique
Ce musée est l'héritier de la Société archéologique de Bretagne, créée par Arthur de La Borderie en 1854, et de la Société archéologique du Finistère, créée par René-François Le Men en 1873. Parmi les membres de cette dernière, Armand René du Châtellier, puis son fils Paul du Châtellier (1836-1911), vont jouer un rôle important, créant un véritable musée privé dans leur château de Kernuz, à Pont-l'Abbé. Après la Première Guerre mondiale, la famille Maufras du Châtellier vend ses collections à l'État : c'est le musée des Antiquités nationales de Saint-Germain-en-Laye qui les achète en 1924 (une partie en sera déposée en 1953 au musée de la Préhistoire finistérienne).
Au début du XXe siècle, la multiplication des fouilles et des découvertes exigent de disposer d'un lieu de dépôt. C'est ainsi que le musée de la Préhistoire finistérienne est créé par la Société civile du musée d'archéologie de Penmarc'h. Celle-ci dépose ses statuts le 18 mars 1922 : elle est fondée par Le commandant Charles Bénard le Pontois, en compagnie de Georges Alexandre Boisselier, du chanoine Pierre Favret, du chanoine Jean-Marie Abgrall, du docteur Kermarec, des commandants A. Devoir et Henri Morel, de messieurs Cornier, Georges Monot (commerçant à Pont-l'Abbé), Jarnot et Charbonnier de Sireuil. Elle achète le terrain de Pors Carn le 5 octobre suivant et la première salle est inaugurée le 19 août 1923 en présence de Louis Capitan, président de la section préhistorique de la commission des monuments historiques. Les collections du musée sont classées au titre des monuments historiques par arrêté du 18 mai 1925. En 1926, Le Pontois acquiert des terrains voisins du musée pour constituer un musée de plein air. La seconde salle est inaugurée le 31 juillet 1927 et en 1928 un projet d'agrandissement est confié à l'architecte Gaston Chabal, mais ce projet n'aboutira pas. L'établissement est reconnu d'utilité publique sous le nom d'Institut Finistérien d'Étude Préhistorique le 12 août 1928.
Dès ses débuts, le musée est conçu comme un centre de recherche et d'enseignement et il collabore avec la faculté des sciences de Rennes. Les difficultés financières du musée conduisent à sa cession à l’université le 25 août 1947 ; le musée est alors rattaché au laboratoire d'anthropologie préhistorique de l'université dirigé par Pierre-Roland Giot, dont il devient une station scientifique.
En 2012, l'université annonce vouloir se séparer du musée, et prend contact avec le Conseil départemental du Finistère. Les archives du musée sont conservées à l'Université Rennes-I. En décembre 2013, à l'annonce d'une fermeture prévue le 1er mars 2014, un comité de défense se forme. Il réussit à éviter la fermeture. Un projet de restructuration du musée est inscrit au contrat de territoire 2015-2020, et, depuis 2014, le musée de la Préhistoire est « géré par conventionnement par la communauté de communes du Pays Bigouden Sud ».
Néanmoins, le musée a fermé ses portes début 2020, pour non conformité aux règles de sécurité pour recevoir du public. Il attirait encore 6 000 visiteurs chaque année

## Collections
Sur 300 m² de surface d'exposition, le musée de la Préhistoire finistérienne présente ses collections d'environ 3 000 objets archéologiques (bifaces, grattoirs, lames en silex, haches polies, pointes de flèche), illustrant la préhistoire et la protohistoire dans le Finistère et, de manière plus générale, dans l'Ouest armoricain. Il présente aussi des céramiques préhistoriques et protohistoriques, des épées, des haches, des poignards, des pointes de lances, etc.
On peut y voir aussi deux nécropoles reconstituées, l'une de la période armoricaine de la Tène, l'autre du haut Moyen Âge.
À l'extérieur, sont exposés divers monuments funéraires et stèles datés du Néolithique et de l'âge du Fer, dont l'allée couverte de Run-Aour.

## Galerie

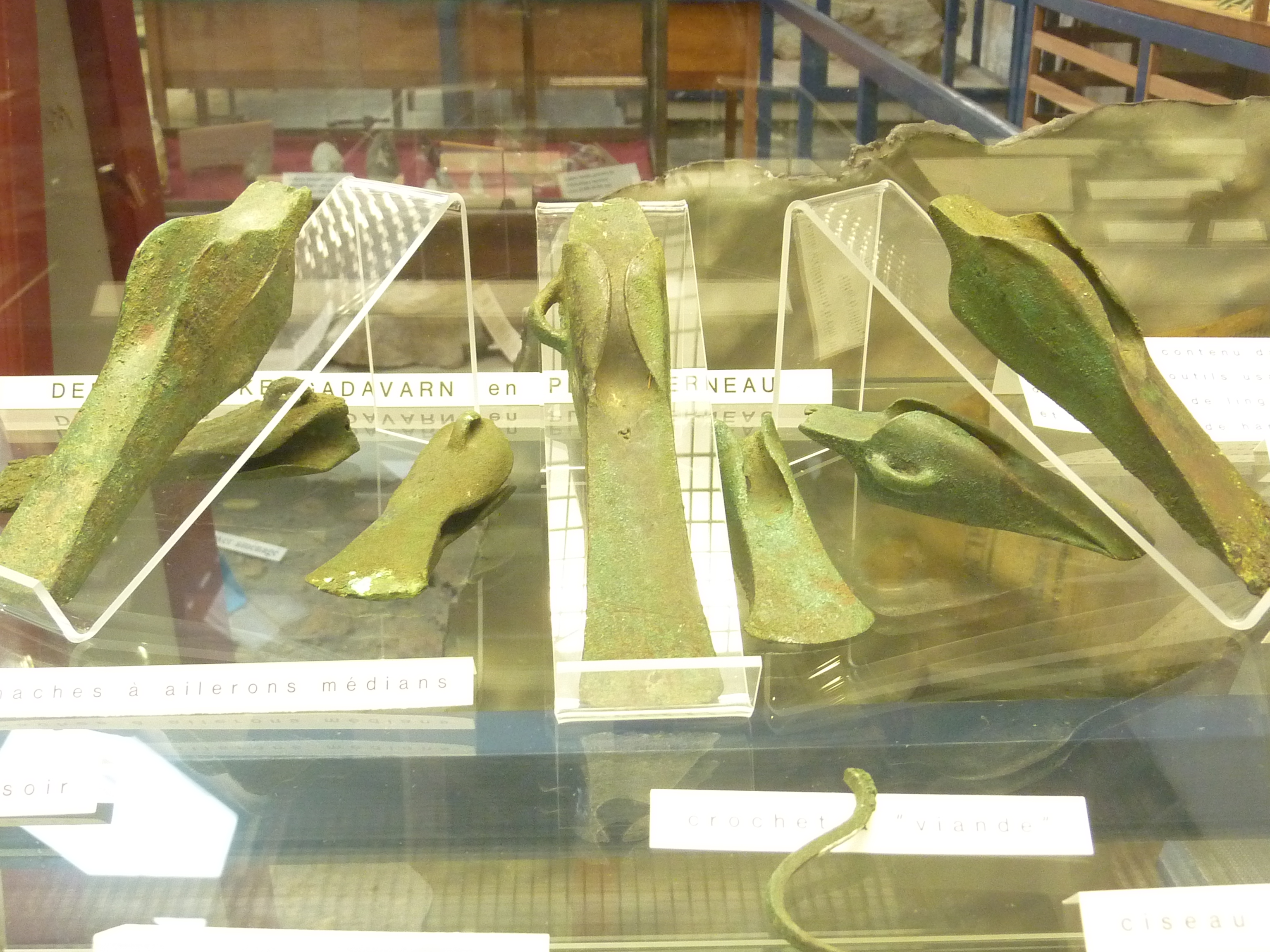
Haches à ailerons trouvées dans le dépôt de Kergadavarn (Musée de la préhistoire finistérienne de Penmarc'h)
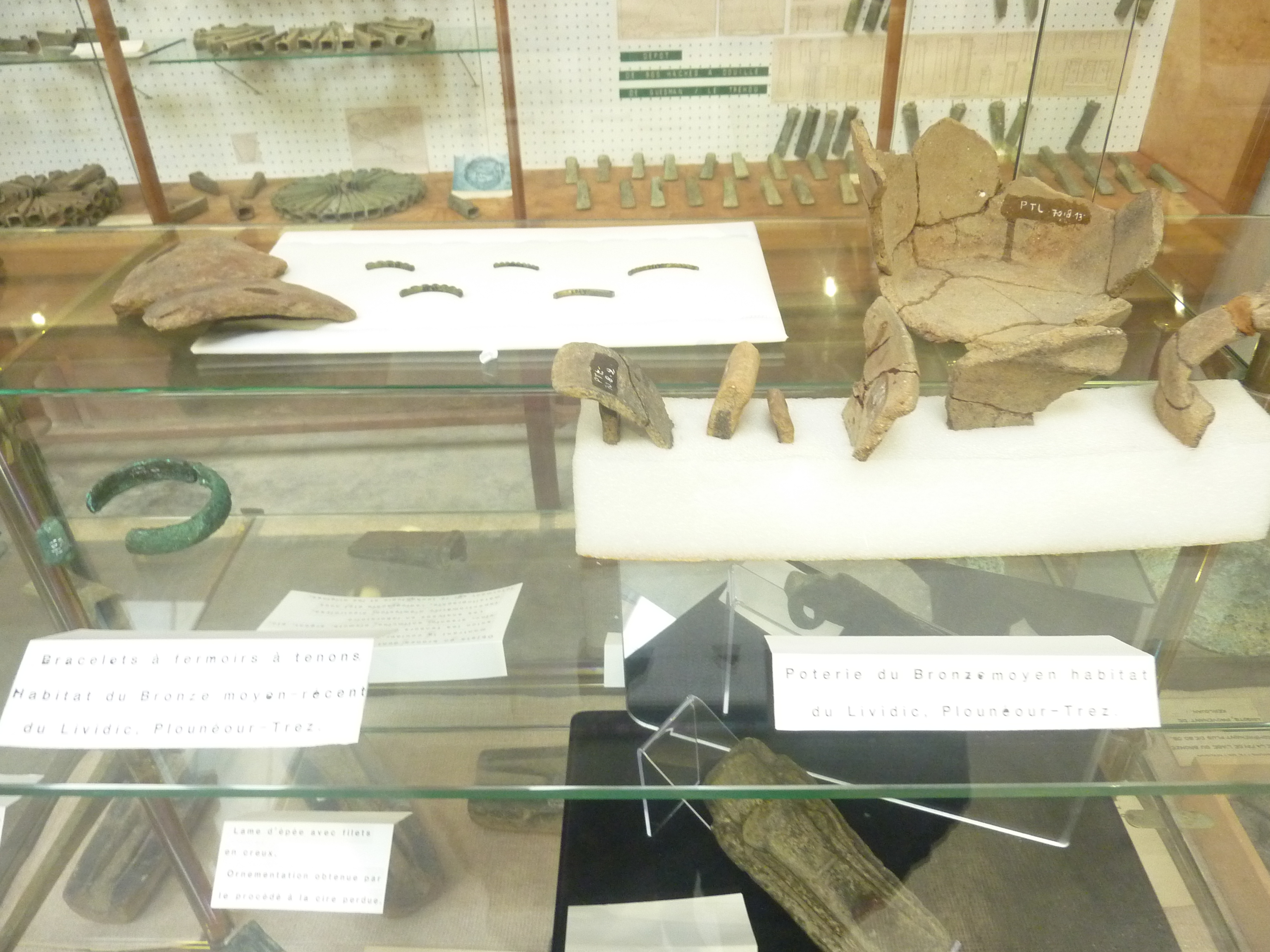
Bracelet à fermoir et débris de poterie datant de l'Âge du bronze moyen trouvés en bordure de la plage du Lividic en Plounéour-Trez
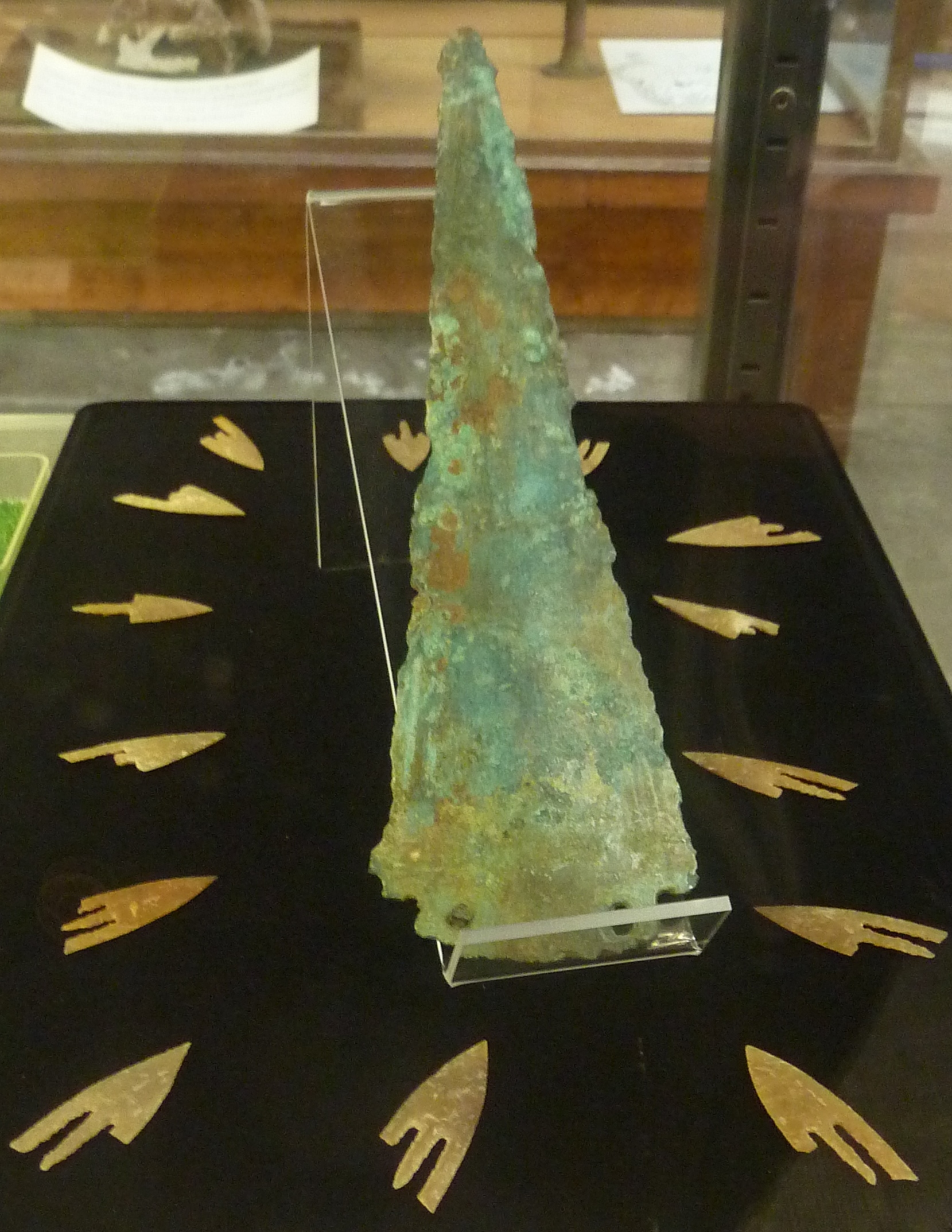
Pointes de flèches et poignard triangulaire de type armoricain trouvés dans la chambre funéraire de Coatanéa en Bourg-Blanc
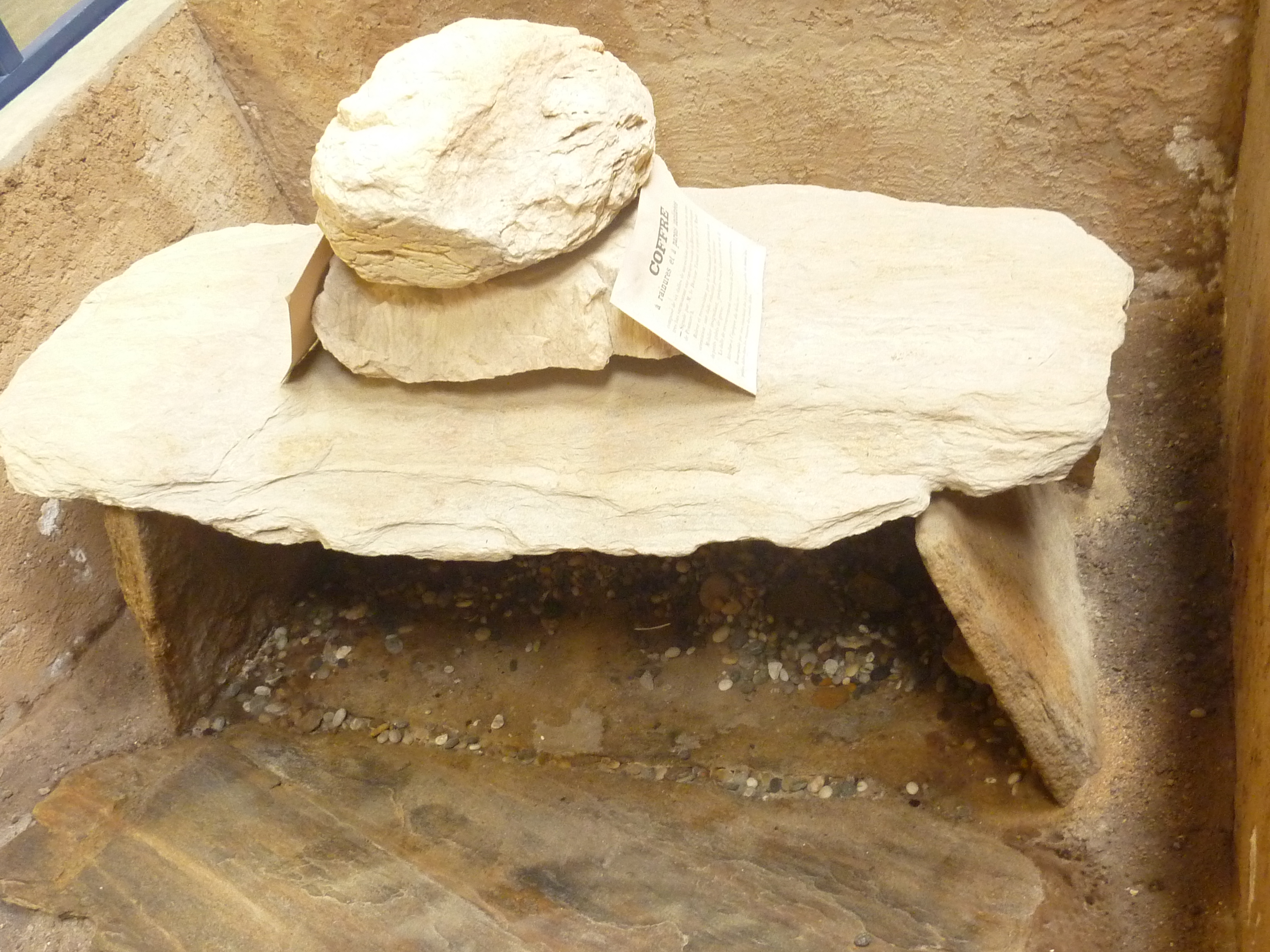
Coffre funéraire datant de l'âge du bronze trouvé près de la carrière du Bilou en Le Conquet
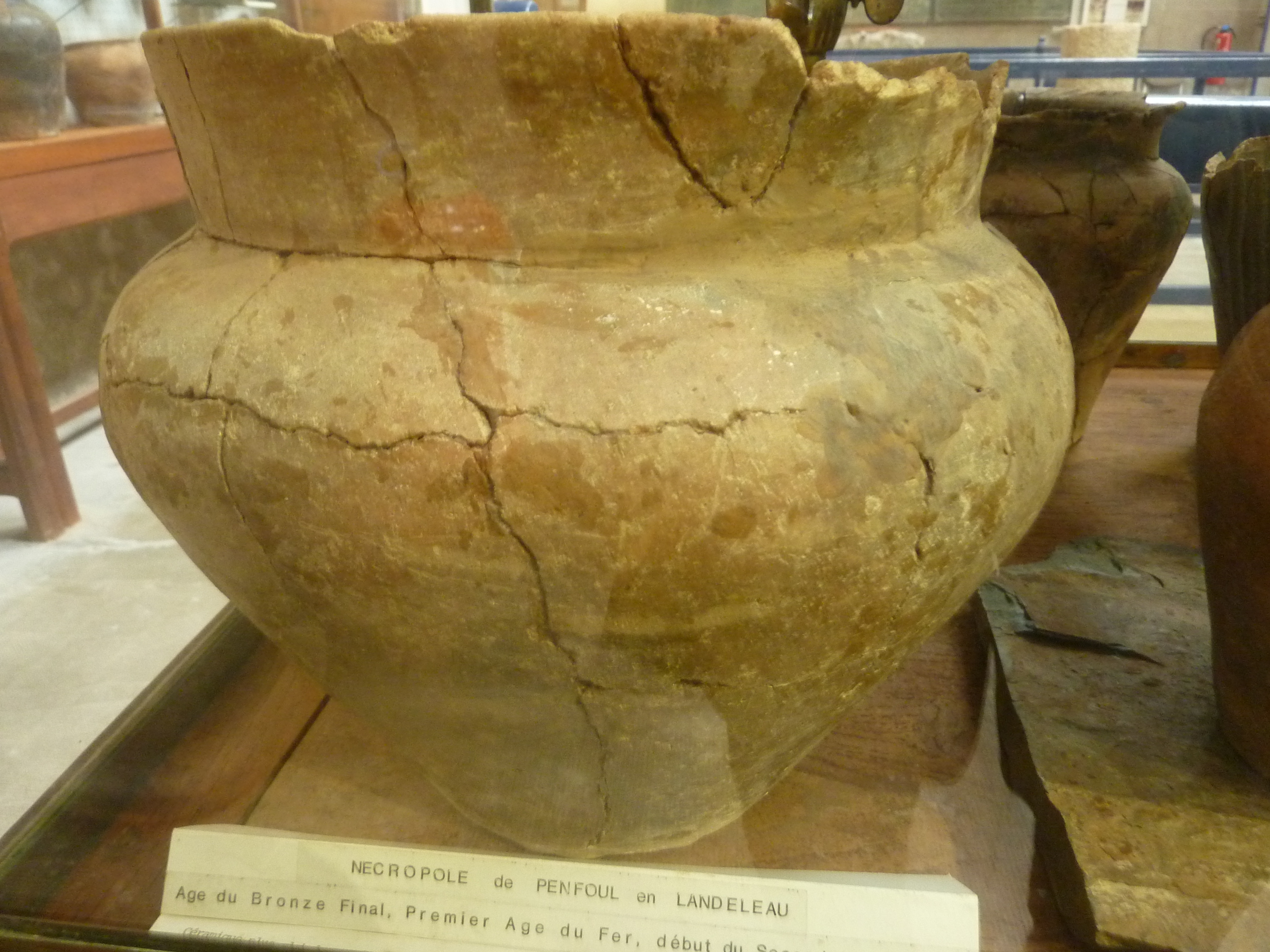
Vase provenant de la nécropole de Penfoul en Landeleau et datant de l'Âge du bronze final
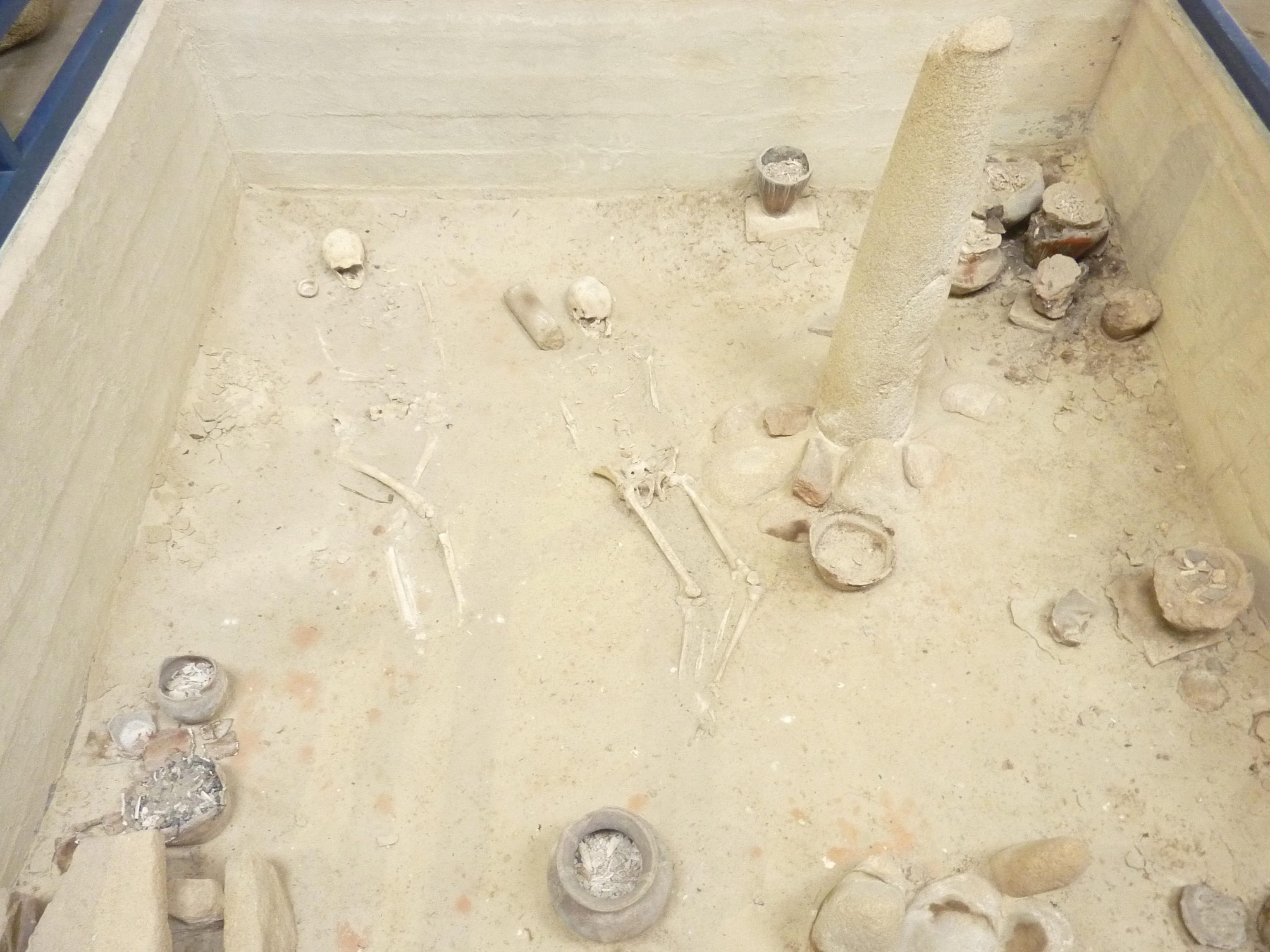
Reconstitution d'une partie de la nécropole de Roz-an-Tremen en Plomeur, datant de l'Âge du fer
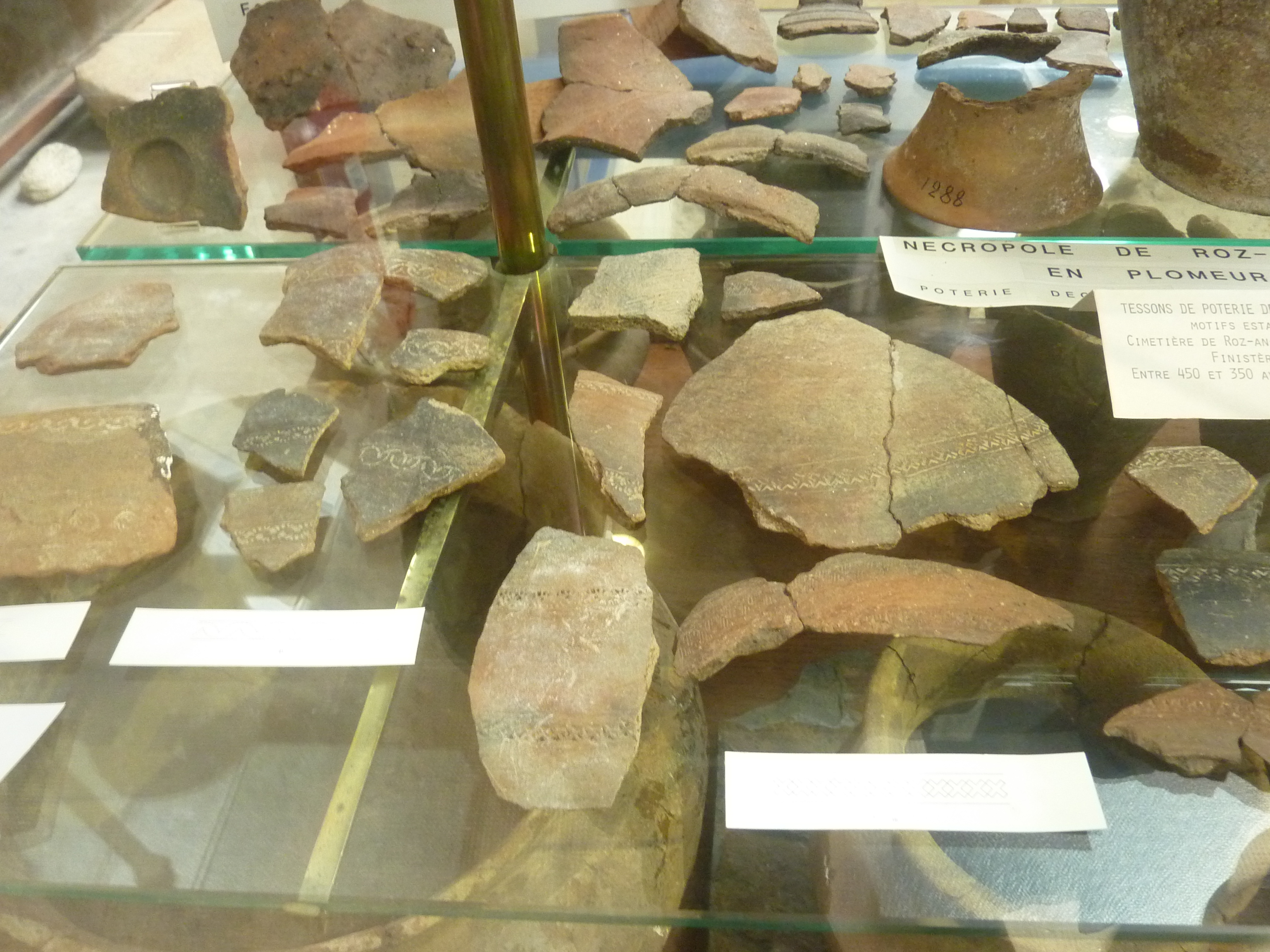
Tessons de poterie provenant de la nécropole de Roz-an-Tremen en Plomeur
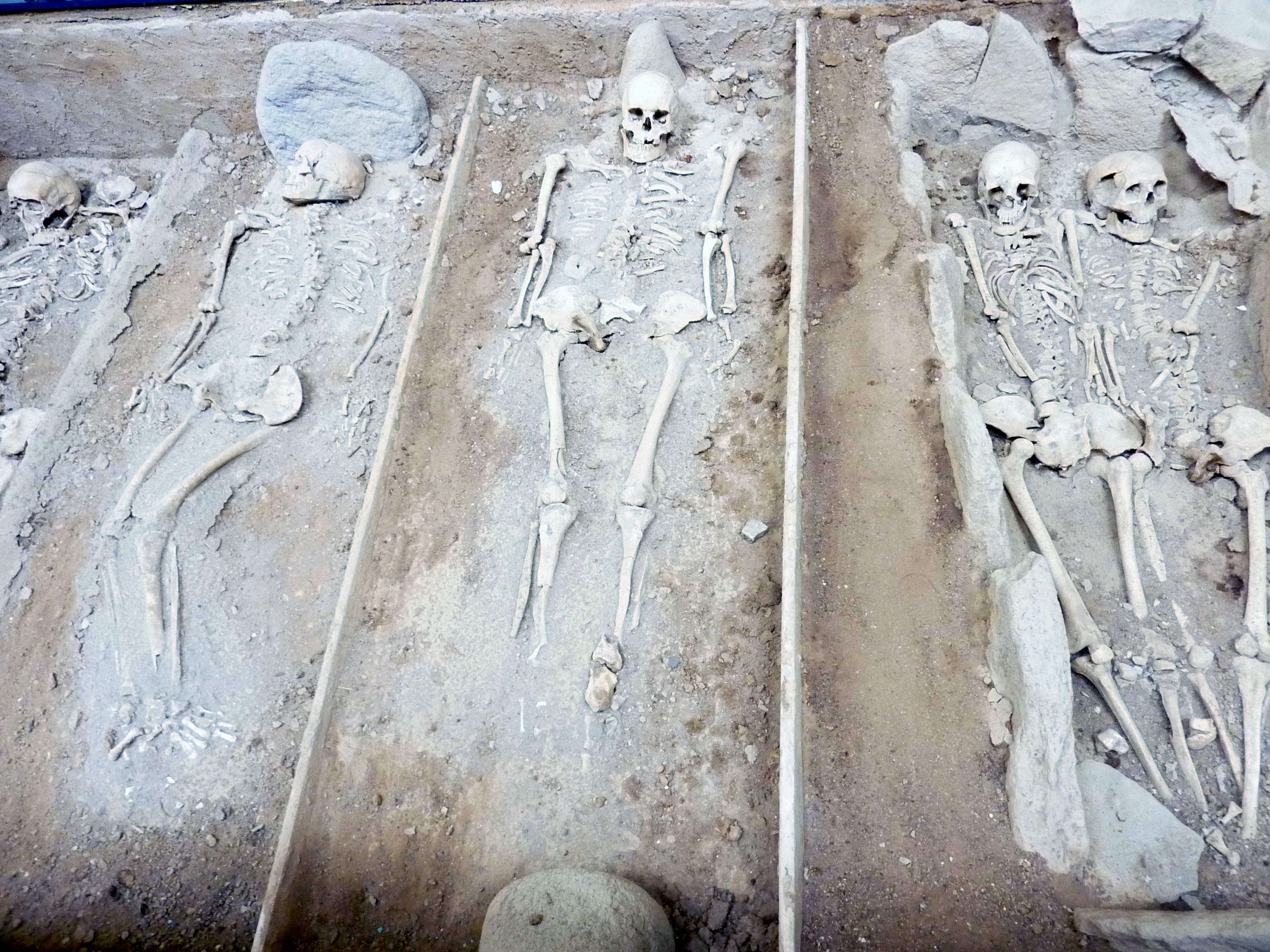
Tombes de la nécropole de Saint-Urnel en Plomeur, reconstituées
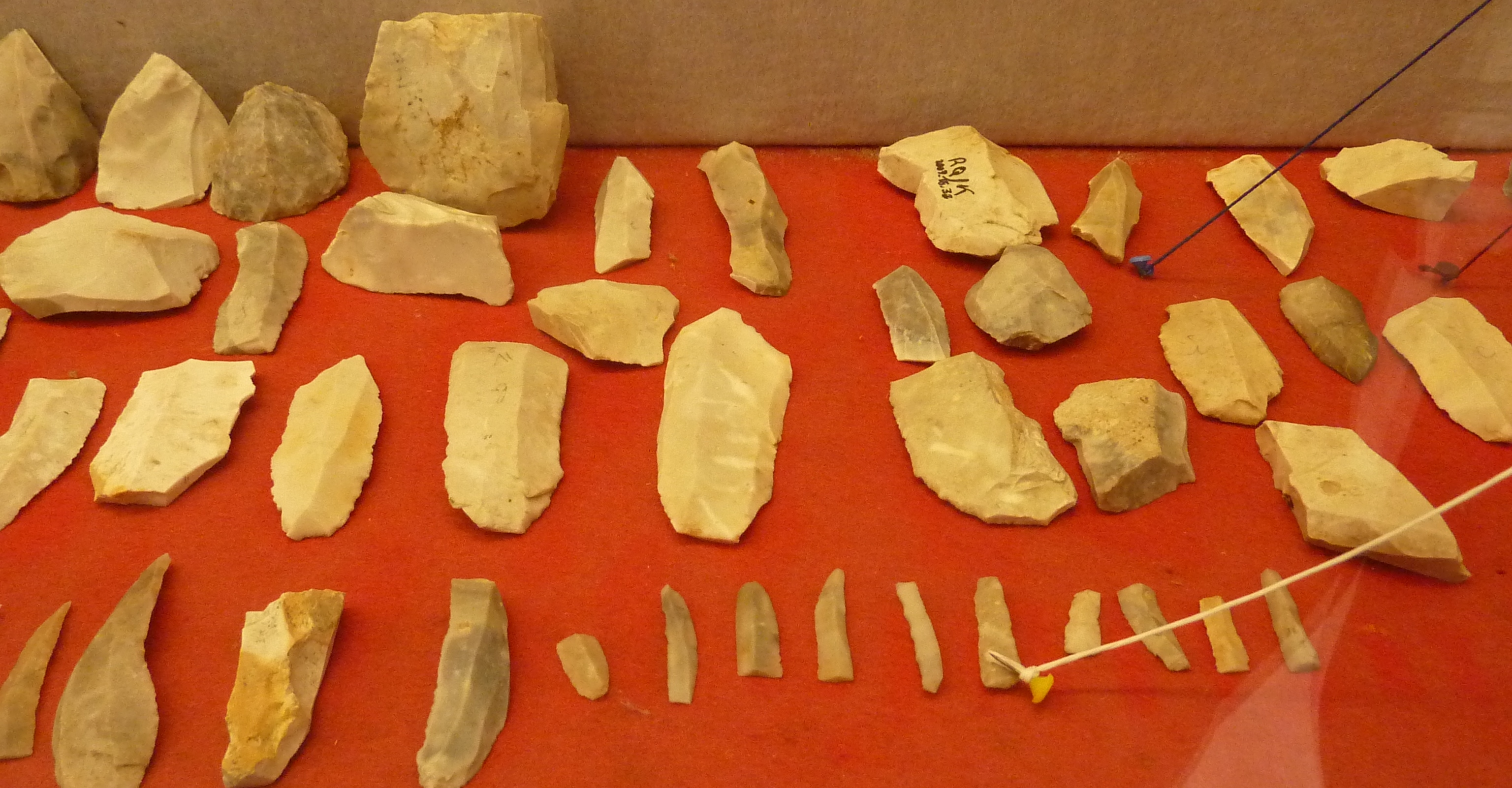
Objets trouvés dans le site préhistorique de Beg-ar-C'Hastel en Kerlouan
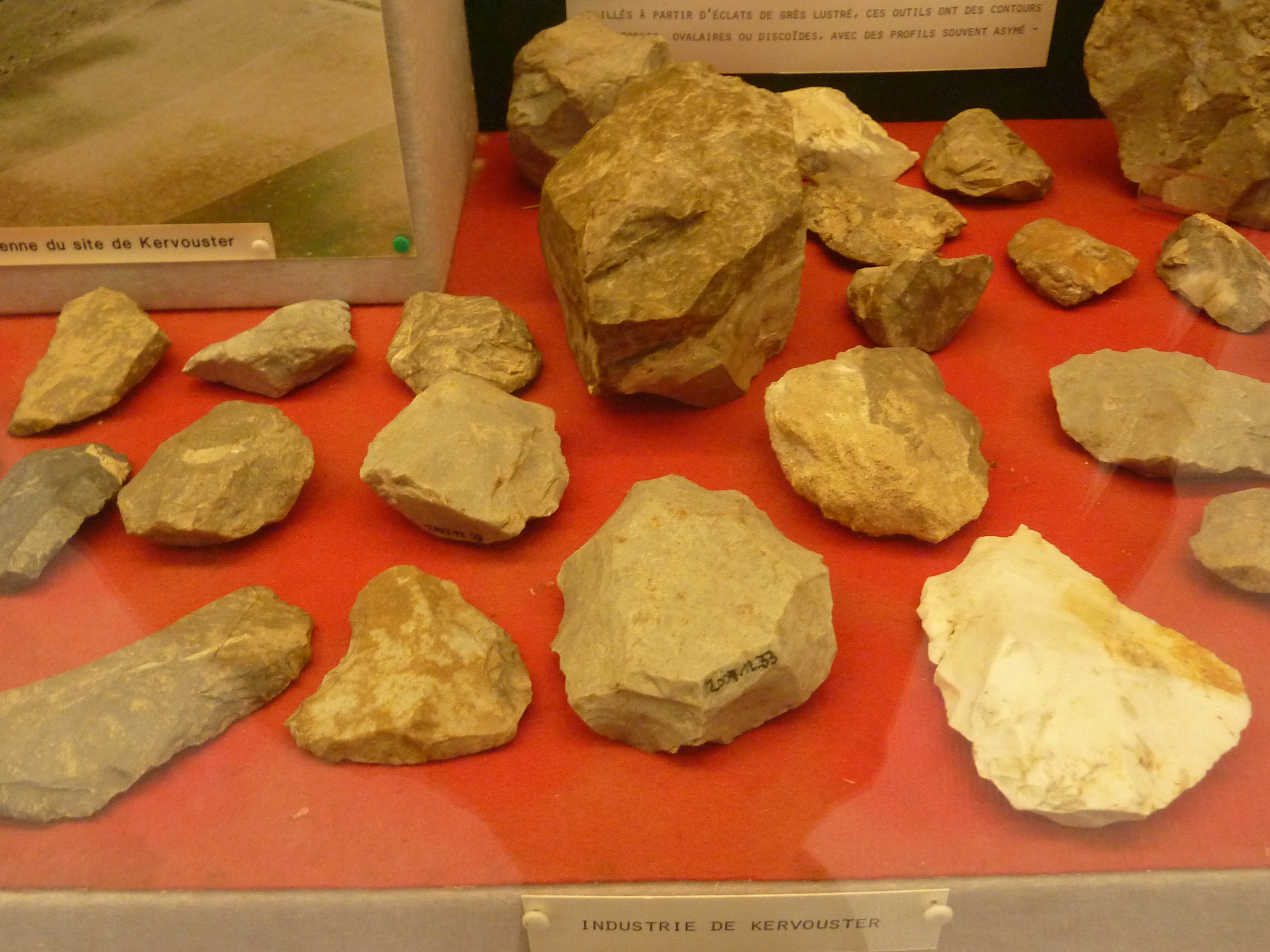
Divers objets d'industrie lithique trouvés sur le site de Kervouster en Guengat
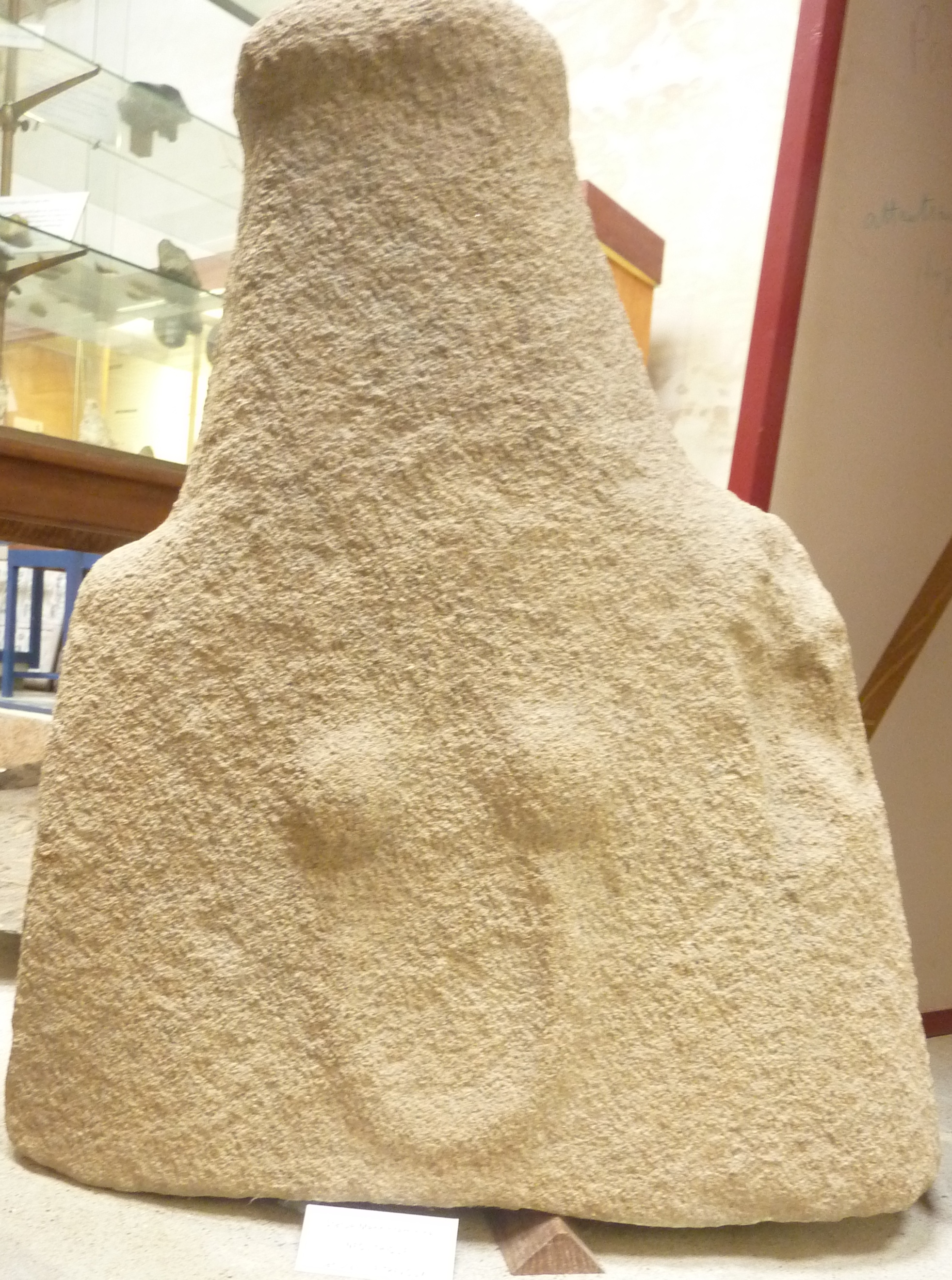
Statue-menhir féminine de Laniscar (Le Trévoux)